# Biga
Biga este un oraș din provincia Çanakkale, regiunea Marmara, Turcia.